# Тимошино (Лодейнопольский район)
Тимошино — деревня в Алёховщинском сельском поселении Лодейнопольского района Ленинградской области.

## История
В конце XIX — начале XX века деревня административно относилась к Красноборской волости 2-го стана 2-го земского участка Тихвинского уезда Новгородской губернии.

ТИМОШИНА (АЩИНА) — деревня Габордусского сельского общества, число дворов — 13, число домов — 13, число жителей: 31 м. п., 44 ж. п.; 

Занятие жителей — земледелие. Река Ащина. Часовня. (1910 год)

Согласно карте Ленинградской области Северо-западного аэрогеодезического треста ГГУ издания 1932 года деревня насчитывала 7 крестьянских дворов.
По данным 1933 года деревня называлась Тимотино и входила в состав Красноборского сельсовета Оятского района.

Деревня Тимошино на карте РККА 1940 года

По данным 1966, 1973 и 1990 годов деревня Тимошино входила в состав Хмелезерского сельсовета.
В 1997 году в деревне Тимошино Тервенической волости проживали 10 человек, в 2002 году — 6 человек (все русские).
В 2007 году в деревне Тимошино Алёховщинского СП проживали 5 человек, в 2010 году — 5, в 2014 году — 4 человека.

## География
Деревня расположена в юго-восточной части района на автодороге 41К-019 (Явшиницы — Хмелезеро).
Расстояние до административного центра поселения — 33 км.
Расстояние до ближайшей железнодорожной станции Лодейное Поле — 84 км.
Через деревню протекает река Ащина.

## Демография
| 1910 | 1997 | 2007 | 2010 | 2014 | 2015 | 2016 |
| ---- | ---- | ---- | ---- | ---- | ---- | ---- |
| 75   | ↘10  | ↘5   | →5   | ↘4   | ↗9   | →9   |
| 2017 |      |      |      |      |      |      |
| ↘8   |      |      |      |      |      |      |

### Национальный состав
Согласно данным Всероссийской переписи населения 2021 года в деревне проживали 3 человека, все русские.

## Инфраструктура
На 1 января 2014 года в деревне было зарегистрировано: хозяйств — 3, частных жилых домов — 11
На 1 января 2015 года в деревне зарегистрировано: хозяйств — 3, жителей — 9.